# Les Misérables (1995)
Les Misérables is een Franse dramafilm uit 1995 onder regie van Claude Lelouch.

## Verhaal
Henri Fontin is een voormalig bokskampioen die aan lagerwal is geraakt. Tijdens de Tweede Wereldoorlog maakt hij kennis met de Joodse advocaat André Ziman. Hij vraagt Fontin om zijn gezin naar het neutrale Zwitserland te brengen. Tijdens de reis lezen de Zimans hem de roman Les Misérables van Victor Hugo voor. Fontin is verbaasd, wanneer hij ontdekt hoe veel overeenkomsten er zijn met zijn eigen levensverhaal.

## Rolverdeling
| Acteur              | Personage                       |
| ------------------- | ------------------------------- |
| Jean-Paul Belmondo  | Henri Fortin / Jean Valjean     |
| Michel Boujenah     | André Ziman                     |
| Alessandra Martines | Élise Ziman                     |
| Salomé Lelouch      | Salomé Ziman                    |
| Annie Girardot      | Mevrouw Thénardier (1942)       |
| Philippe Léotard    | Mijnheer Thénardier (1942)      |
| Clémentine Célarié  | Catherine / Fantine             |
| Philippe Khorsand   | Politieagent / Javert           |
| Ticky Holgado       | Vriendelijke schooier           |
| Rufus               | Mijnheer Thénardier (1830/1990) |
| Nicole Croislle     | Mevrouw Thénardier (1830/1990)  |
| William Leymergie   | Toureiffel                      |
| Jean Marais         | Monseigneur Myriel              |
| Micheline Presle    | Moeder-overste                  |
| Darry Cowl          | Boekhandelaar                   |
| Jacques Boudet      | Plattelandsdokter               |